# Josep Maria Sagarra i Plana
Josep Maria Sagarra i Plana (Sarrià, 1885 - Barcelona, 31 d'octubre de 1959) fou un fotoperiodista català. Membre d'una família de l'alta burgesia barcelonina, Sagarra és considerat com un dels fotoperiodistes més representatius de la segona generació d'aquesta professió a Catalunya i membre de la generació pre-Leica juntament amb Brangulí, Pérez de Rozas, Gaspar i Torrents tots ells successors dels fundadors del fotoperiodisme català.

## Biografia
Els inicis del jove Sagarra no són gaire coneguts. Sabem que estudià als jesuïtes de Sarrià i que el seu pare, home enèrgic i religiós volia que el seu fill fos capellà. Quan aquest va negar-se a seguir els estudis es va produir un trencament familiar que li va permetre independitzar-se i marxar a París on treballà uns quants anys a la casa de fotografia Gomon. El seu interès per la fotografia s'inicià de molt jove ja que es publicaren fotografies seves dels fets de la Setmana Tràgica l'any 1909, quan solament comptava quinze anys i el seu primer carnet oficial, que ha estat conservat per la família, data de 1910.
Al retorn s'establiria pel seu compte especialitzant-se en fotografia de premsa, tot posant imatges a les notícies. Sagarra demostrà ser un dels escriptors de la crònica gràfica de la societat catalana del primer terç de segle que publicà amb un gran nombre de revistes. Home molt treballador, des de 1929 i amb motiu de l'Exposició Universal, va formar societat amb Josep Gaspar i Pau Lluís Torrents, el seu cunyat.
Aquesta aliança va fer que els companys els anomenessin "Els Tres Reis Màgics" i va durar uns quants anys, utilitzant com a seu central el pis de Sagarra a Via laietana 54. Sagarra fou secretari de la Mútua L'Aliança, la qual cosa li va permetre relacionar-se amb personatges de la societat del moment i especialment del món cultural i polític, com per exemple el cap del govern Eduardo Dato.
Tanmateix, va cobrir totes les estades d'Alfons XIII a Catalunya i fou fotògraf de la Generalitat, treballant per als presidents Macià i Companys. Durant la guerra civil va ser el fotògraf titular de la Vanguardia. Quan en finalitzar la guerra, els seus socis es van exiliar ell va decidir quedar-se, tot i les dificultats per a tornar a treballar com a fotoperiodista, ja que fou depurat, se li negà el carnet i no el readmeteren a la Vanguardia. Durant aquests anys va col·laborar irregularment amb l'agència EFE i amb Hola, fent fotografia de festes i actes socials.

## Fons personal
El seu fons personal es conserva a l'Arxiu Nacional de Catalunya. La història arxivística del fons Sagarra està plena d'incidents que han anat causant pèrdues progressives i degradacions. L'arxiu Sagarra es conservava inicialment en un edifici de la Via Laietana. Sabem que durant la Guerra Civil va patir les conseqüències nefastes d'un bombardeig amb la corresponent pèrdua d'una part del material. Des d'aquí es traslladà el que restava a la casa familiar del carrer Miquel dels Sants Oliver, en el barri dels periodistes construït a prop de la plaça Sanllehí i on també varen viure altres fotoperiodistes com els Brangulí. En aquest edifici s'instal·là l'arxiu en un magatzem construint a la roca de la muntanya cosa que proporcionava unes condicions de temperatura i humitat constants, però als anys cinquanta, l'acció provocada per l'aigua (canonades trencades) i per una mala recuperació posterior van provocar l'aparició de fongs, cosa que afectà de forma irreversible a una petita quantitat del material. Anys més tard l'edifici va patir també una plaga de tèrmits i el material va haver de ser traslladat temporalment per tal de procedir a la fumigació. Posteriorment, el material recuperat va ingressar a l'Arxiu Nacional de Catalunya. El fons Sagarra conservat per la família del fotògraf va ingressar a l'Arxiu Nacional de Catalunya per compra efectuada a la seva filla i hereva Estella Sagarra i Torrents publicada al DOGC
D'altra banda, el 5 de maig de l'any 2005 la Generalitat de Catalunya va exercir el dret de retracte per la compra d'un lot de cinquanta fotografies de Sagarra en la subhasta pública realitzada per la casa Soler i Llach, que s'incorporaren al fons.
Constitueixen el fons més de 24.000 negatius i 1300 positius, restes del que fou el gran arxiu Sagarra, que comprenen els següents temes: monarquia (visites reials), Exposició universal de Barcelona 1929, República, fets polítics, vida quotidiana, vida cultural, esports, ciutat de Barcelona, Catalunya, retrats i encàrrecs de particulars. Les imatges més antigues corresponents als fets de la Setmana Tràgica (1909) i les darreres a encàrrecs particulars (1959).
Una altra part del seu fons personal es conserva a l'Arxiu Fotogràfic de Barcelona. Predominen les fotografies dels anys 1931 i 1932. Les fotografies del període 1940-1958 corresponen a dos treballs puntuals, l'un de 1944 i l'altre de 1958. El fons reuneix part de la producció generada per Josep Maria Sagarra i Plana com a fotògraf professional. Són negatius, majoritàriament plaques de vidre, i positius que il·lustren la crònica política, institucional, cultural, esportiva i d'oci de final dels anys vint i començament dels anys trenta.
Destaquen les fotografies del període de la República que fan un seguiment de l'activitat del president Francesc Macià, de Lluís Companys i dels seus consellers. Permeten conèixer el funcionament del govern, la política realitzada, l'activitat cultural i de lleure del país. Són una font interessant per a l'estudi de la història del país en aquests anys i per a l'estudi del fotoperiodisme.